# Vetenskap i skolan
Vetenskap i Skolan, VIS, var en svensk sammanslutning huvudsakligen bestående av forskarutbildade lärare i förskola, grundskola, gymnasium och vuxenutbildning med ändamålet att stärka vetenskapliga perspektiv vad gäller metoder och innehåll för undervisning. VIS var verksamt från 2012 till halvårsskiftet 2023 och hade sitt säte i Malmö.

## Verksamhet
VIS hade som en central uppgift att fungera som en professionell organisation för forskarutbildade lärare. VIS tillhandahöll dessutom kompetens för skolutvecklingsprojekt på vetenskaplig grund, bland annat till skolor som saknade egna forskarutbildade lärare. Tanken var att de forskarutbildade lärarna med sin dubbla kompetens, att forska och att undervisa i skolor, kunde bidra till en högre grad av måluppfyllelse när det gällde skollagens föreskrift om undervisning på vetenskaplig grund.
VIS verksamhet vilade framför allt på tre ben:   
1. Medverka i utvecklingsprojekt, utvärderingar, studier och utredningar på uppdrag av skolor, skolhuvudmän, högskolor och universitet, näringslivet och myndigheter. Uppdrag har genomförts tillsammans med bland annat Skolverket, Sveriges Kommuner och Regioner (SKR), innovationsorganet InfraSweden2030, branschforskningsinstitutet Ifous, föreningen Vetenskap & Allmänhet och ett flertal kommuner i Skåne. I VIS skriftserie[1] presenteras flera av projekten.
2. Organisera vetenskapligt baserad kompetensutveckling och seminarieverksamhet för lärare, skolledningar och skolhuvudmän samt de egna medlemmarna. Tillsammans med FoU Skola har VIS bland annat tagit initiativet till den regelbundet återkommande Lärarnas skolutvecklingskonferens[2] och var till en början även medarrangör.
3. Ge stöd för utveckling av elevernas förståelse för vetenskap. Från 2013 var VIS genomförare av den verksamhet riktad till elever som bedrivs av Forskningsnätet Skåne. VIS hade också viss egen elevinriktad verksamhet bestående framför allt av så kallade husforskarprojekt, där en eller flera forskare under längre tid knyts till en skola, oftast med syftet att bidra med vetenskapliga perspektiv i samband med elevernas gymnasiearbeten.[3]

## Medlemmar och organisation
VIS var främst verksamt i Skåne, men utförde även uppdrag på nationell nivå. Som medlemmar i VIS antogs lärare med forskarutbildning oavsett ämne, alltså inte enbart inom pedagogik och didaktik utan även inom språk, historia, matematik, fysik etc. Från 2018 antogs även förstelärare utan forskarutbildning som medlemmar, med motiveringen att skolutveckling på vetenskaplig grund är en central del av förstelärarnas uppdrag.
VIS drev all verksamhet utan vinstintresse som ett slags producentkooperativ (formen var ekonomisk förening). Fil.lic. Maria Brännström var organisationens verksamhetsledare (VD) 2012-22.

## Bakgrund
VIS startade 2012 som ett pilotprojekt för skolutveckling på vetenskaplig grund med stöd av Skolverket, Sveriges Kommuner och Regioner (SKR) och kommunförbundet Skånes kommuner. Initiativet till projektet togs av Forskningsnätet Skåne och utvecklingsorganet FoU Skola som är knutet till Skånes kommuner. Redan i slutet av samma år skapades föreningen VIS, Vetenskap i Skolan.